# تشاك ييغر
العميد تشارلز ييغر (بالإنجليزية: Charles Elwood "Chuck" Yeager) ‏(13 فبراير 1923 - 7 ديسمبر 2020)؛ طيار أمريكي ولد في فيرجينيا الغربية، وكان طياراً في الحرب العالمية الثانية ومن الطيارين الذين حققوا خمسة في يوم ويعتبر أسطورة في الطيران. أخذ شهرته من كونه أول طيار اختبار يطير بسرعة أعلى من سرعة الصوت. مشوار ييغر استمر أكثر من ستة عشر سنة جال فيها كل أركان المعمورة.

## روابط خارجية
- تشاك ييغر على موقع IMDb (الإنجليزية)
- تشاك ييغر على موقع الموسوعة البريطانية (الإنجليزية)
- تشاك ييغر على موقع ميوزك برينز (الإنجليزية)
- تشاك ييغر على موقع إن إن دي بي (الإنجليزية)
- تشاك ييغر على موقع قاعدة بيانات الفيلم (الإنجليزية)